# Grammoechus strenuus
Grammoechus strenuus là một loài bọ cánh cứng trong họ Cerambycidae.